# Mon Repos (Korfu)

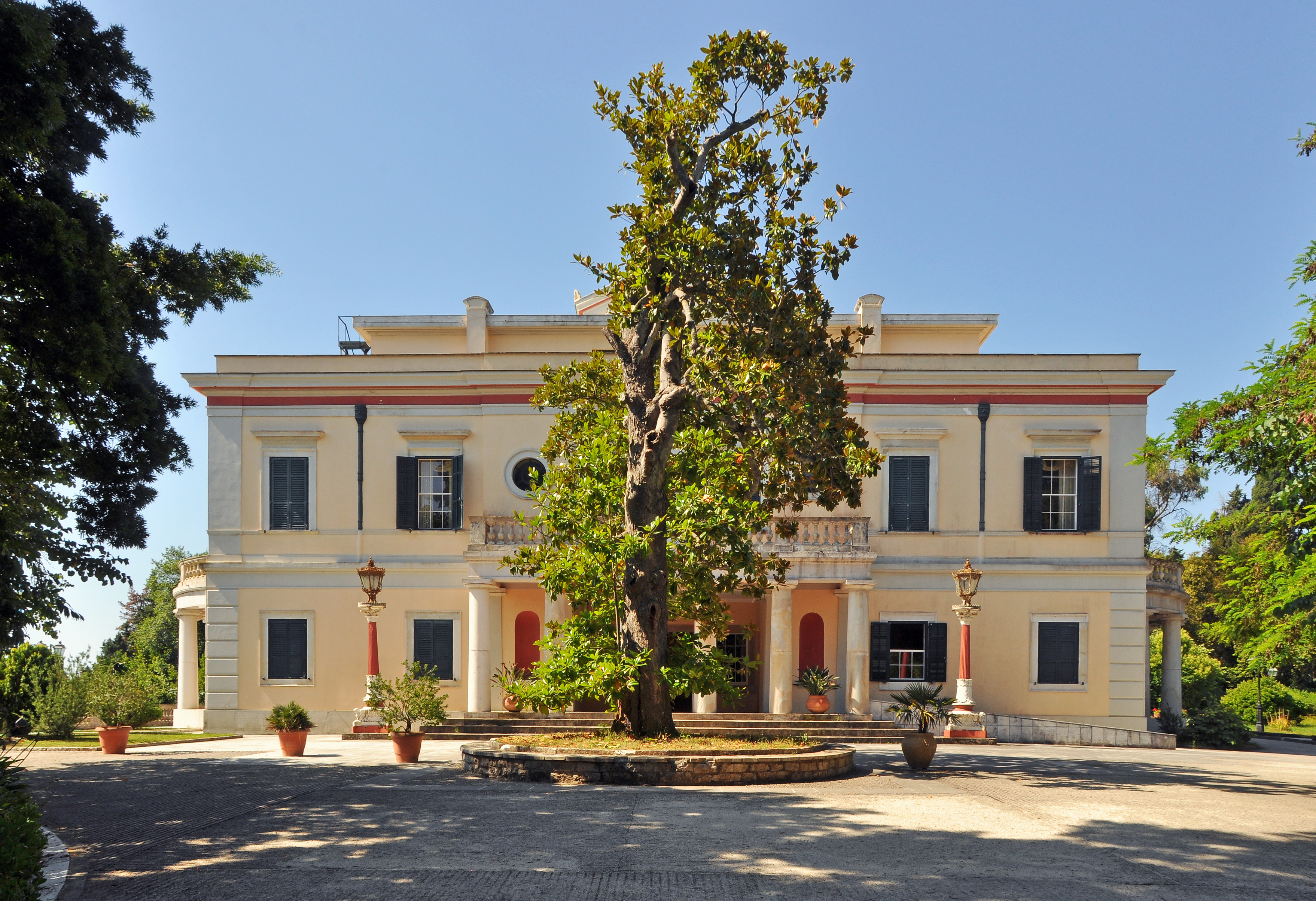
Mon Repos (Vorderansicht)

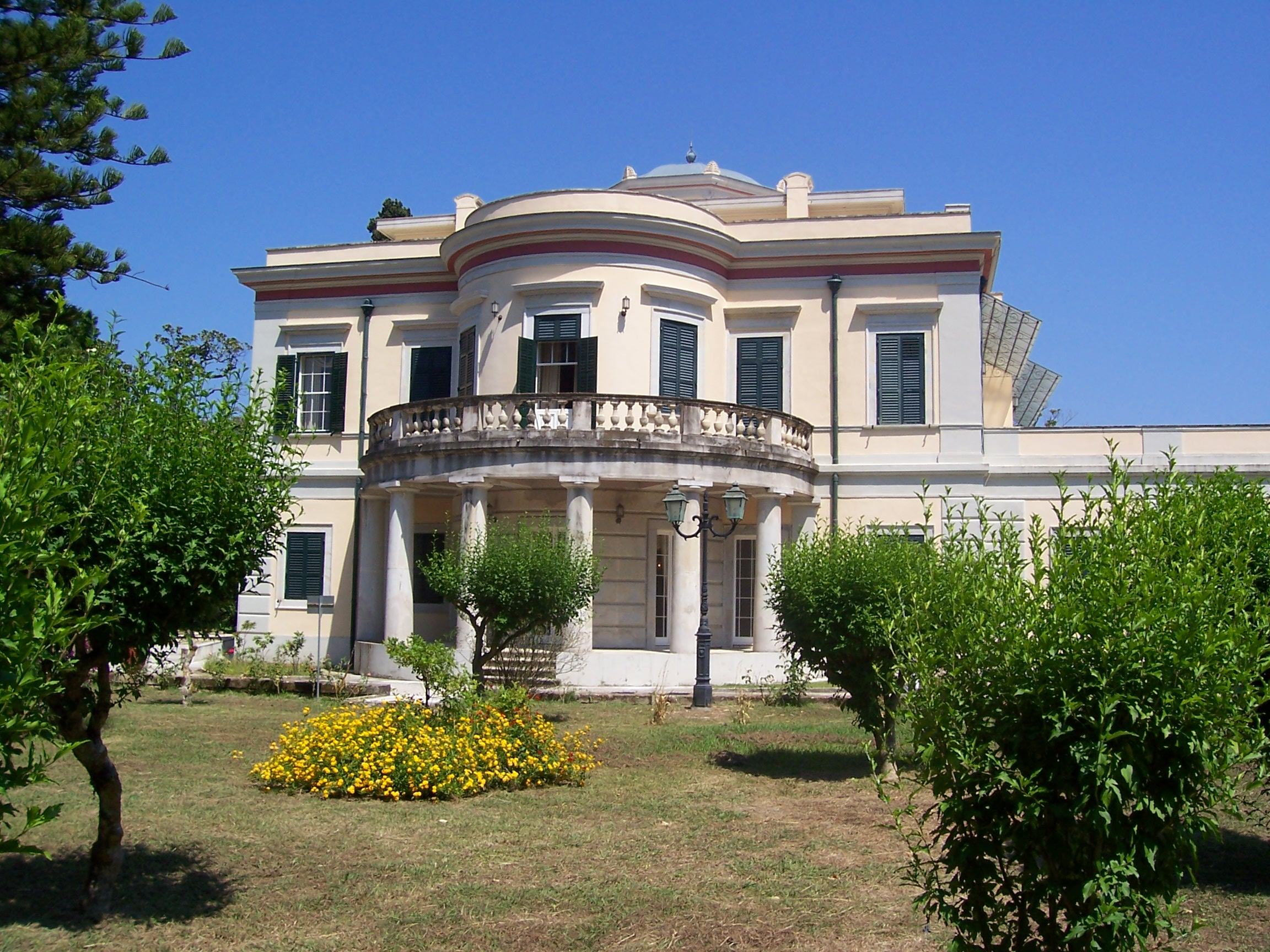
Mon Repos (Seitenansicht)

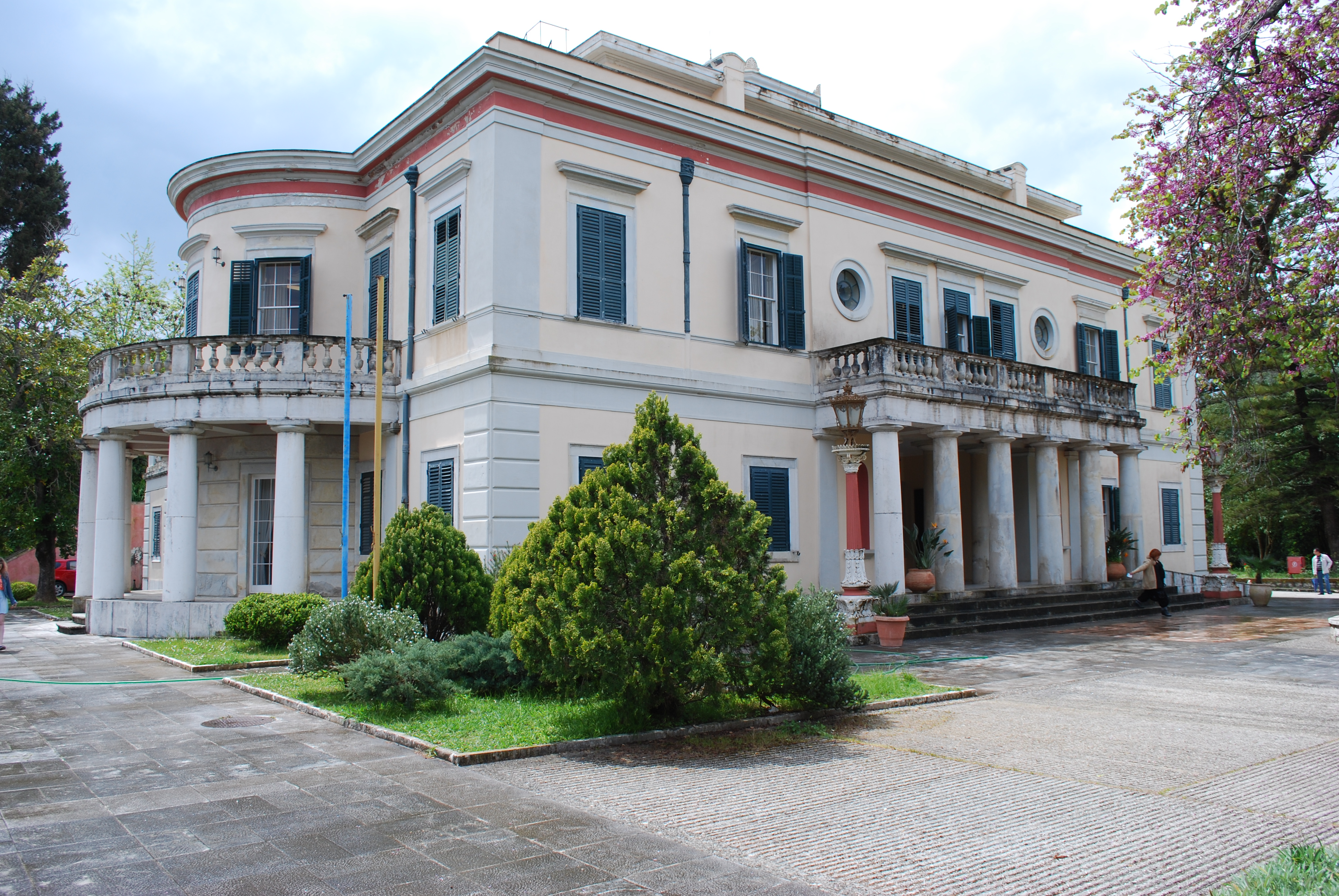
Mon Repos

Mon Repos ist ein Schloss auf Korfu mit großer Parkanlage, gelegen auf der Halbinsel Analipsis (auch Kanoni-Halbinsel) etwas erhöht über dem Ionischen Meer.

## Geschichte
Erbaut wurde das klassizistische Schloss zwischen 1828 und 1832 im Auftrag des englischen Gouverneurs der Ionischen Republik Sir Frederick Adam, dem es ab 1831 als Sommerresidenz diente.
Nach dem Ende des britischen Protektorats und der Vereinigung der Republik der Ionischen Inseln mit dem Königreich Griechenland 1864 wurde das Gelände der griechischen Königsfamilie zur Nutzung überlassen und erhielt seinen heutigen Namen, der mit Meine Erholung übersetzt werden kann. Zuletzt bewohnte König Konstantin II. das Schloss, bevor er 1967 ins Exil ging. Es stand lange leer; erst 1994 wurde das Gelände in einem Rechtsstreit vor dem Europäischen Gerichtshof dem griechischen Staat zugesprochen. Das Schloss wurde renoviert und die Parkanlage für Besucher geöffnet.
Das Schloss beherbergt heute ein Museum. Im Erdgeschoss sind einige Räume mit Einrichtungsgegenständen und Gemälden der ehemaligen Bewohner zu sehen. Im Obergeschoss findet man Informationen und Ausgrabungsstücke zu den Anfängen der Schifffahrt rund um Korfu und zu den Ausgrabungsstätten der antiken Siedlung Paleopolis sowie zur Botanik Korfus.
Bekannt wurde Mon Repos vor allem dadurch, dass hier 1921 Prinz Philip, Duke of Edinburgh, geboren wurde.

## Parkanlage

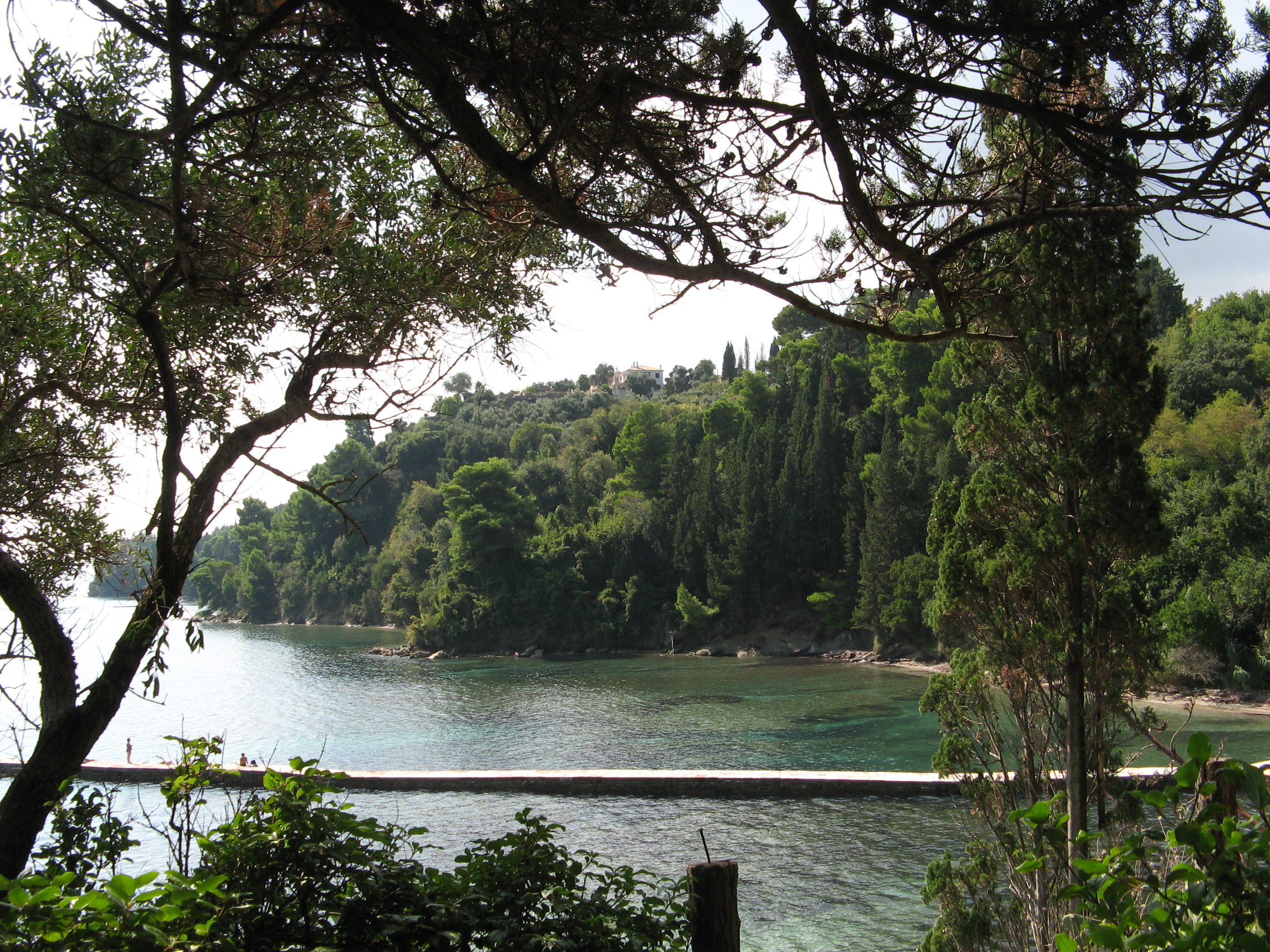
Steinsteg

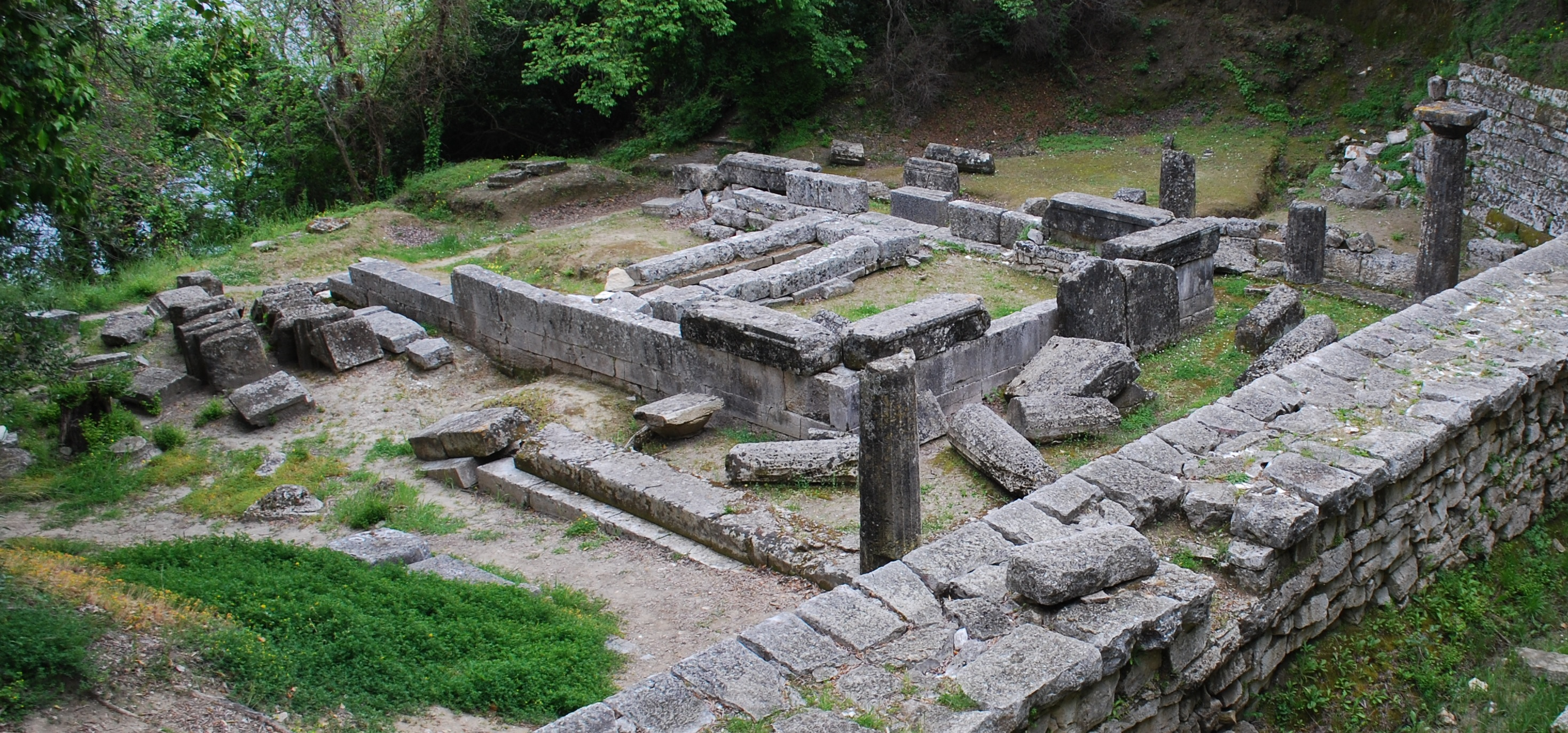
Kardaki-Tempel

Zum Schloss gehört ein 25 Hektar großer Park mit altem Baumbestand. Der „Steinsteg“ ist für die Korfioten ein beliebter Badeplatz.
Innerhalb des Parks befinden sich die Ausgrabungen des antiken Tempels der Hera und des gut erhaltenen Kardaki-Tempels. Von dem einstigen 20 m × 40 m großen Hera-Tempel ist nicht mehr viel zu sehen. Der Kardaki-Tempel hat seinen Namen von der gleichnamigen Quelle, die bereits in der Antike zur Wasserversorgung genutzt wurde. Als die Quelle 1822 plötzlich versiegte, stieß man bei der Ursachenforschung auf den Tempel.

## Dort geboren
- Georg von Griechenland (1869–1957)
- Sophie von Griechenland (1914–2001)
- Prinz Philip, Duke of Edinburgh (1921–2021)
- Alexia von Griechenland (* 1965)

## Trivia
Einige Szenen der arte-Serie Die Durrells auf Korfu spielen in und auf Mon Repos, es ist dort das Heim der Gräfin Mavrodaki.